# Luigi Viola
Luigi Viola (* 1851 in Galatina; † 1924 in Tarent) war ein italienischer Archäologe.

## Leben
Nach seinem Hochschulabschluss in Latein und Griechisch an der Universität in Neapel unterrichtete Viola zuerst am Gymnasium (1878) in Maddaloni (Provinz Caserta). Er nahm an einem archäologischen Wettbewerb teil, der ihn für das ganze Leben begeisterte und ihn nach Griechenland und Kleinasien führte. Zusammen mit französischen, deutschen und englischen Archäologen nahm er an Entdeckungen wichtiger Ruinen in der Troas, in Pergamon, Tiryns, Theben, Argos und Mykene teil.
Wieder zurück in Neapel ordnete er das dortige Archäologische Nationalmuseum, nahm von 1873 bis 1878 an Ausgrabungen in Pompeji teil und wurde mit der Erkundung archäologischer Zonen in Kalabrien beauftragt. 1880 wurde er zum archäologischen Inspektor ernannt, und der damalige Generaldirektor des Altertums Giuseppe Fiorelli schickte ihn nach Tarent, um dort die ersten archäologischen Ausgrabungen der pre-hellenischen Zeit im Borgo Nuovo zu unternehmen. Dort fand er laut einem Beitrag in Band 40 der Archäologischen Zeitung bei der planmäßigen Ausbeutung einer Fundstelle im Auftrag der Regierung im Jahr 1881 „etwa zwanzigtausend Stück Terrakotten“. 1881 veröffentlichte er Steinmetzzeichen von den Mauern Tarents in der Fachzeitschrift Notizie degli scavi di antichità. In einem Briefwechsel zwischen Theodor Mommsen und Wolfgang Helbig vom Sommer 1882 werden 20 „Violasche Inschriften“ aus Tarent erwähnt, auf deren Abbildungen die deutschen Forscher warteten. In einem Beitrag im Londoner Journal of Hellenic studies schrieb Arthur Evans 1886, Violas Forschungen in Tarent hätten ein völlig neues Licht auf die Topographie des antiken Tarent geworfen. Einer seiner wichtigsten Funde sei die Wiederentdeckung eines dorischen Tempels innerhalb der Grenzen der antiken Akropolis gewesen.
1887 gründete Viola das Archäologische Nationalmuseum Tarent und wurde dessen Leiter. Seine Quellen waren Überlieferungen klassischer Schriftsteller, die er mit Ergebnissen moderner technischer Untersuchungen verglich. Anfang 1888 entdeckte er im Gebiet des Torre Mordillo bei Spezzano Albanese unter anderem eine Nekropole aus der Eisenzeit; Fundstücke werden im Museo dei Brettii e degli Enotri in Cosenza ausgestellt.
Durch Erforschung der Denkmäler und alter Münzen rekonstruierte er die Geschichte von Tarent, des wichtigsten Handelsplatzes der Magna Graecia. Sein Wunsch, aus dem Museum ein Museum der Magna Graecia zu machen, blieb jedoch unerfüllt. Ihm verdankt man die Entdeckung der massiven Ringmauer Tarents aus griechischer Epoche und die topographische Rekonstruktion der antiken Stadt. Durch seine Erfahrung und Sorgfalt als Archäologe gelang ihm das Zusammensetzen einiger zersetzter Bronzestücke, die die Kenntnisse Tarents in römischer Zeit nachweisen.
Viola heiratete eine der Töchter der Familie Cacace aus Tarent, wandte sich von der Archäologie ab, widmete sich der Politik und wurde später Bürgermeister der Stadt. Seine letzten Lebensjahre verbrachte er in seinem Landhaus, wo er ein kleines Felsenheiligtum, die „Krypta des Erlösers“, entdeckte.
Luigi Viola starb 1924 im Alter von 72 oder 73 Jahren in Tarent.

## Schriften (Beispiel)
- Protesilao e Laodamia. In: Giornale Degli Scavi Di Pompei. Nuova Seria. Nr. 27, Neapel 1878, S. 7–9 (Digitalisat).